# 10656 Albrecht
10656 Albrecht è un asteroide della fascia principale. Scoperto nel 1971, presenta un'orbita caratterizzata da un semiasse maggiore pari a 3,1725822 UA e da un'eccentricità di 0,0881556, inclinata di 8,51199° rispetto all'eclittica.
Il nome gli è stato dato in onore di Karl Theodor Albrecht, astronomo e geodeta tedesco, primo direttore del ILS quando fu istituito nel 1899.